# Бедоба
Бедоба — деревня в Богучанском районе Красноярского края России. Входит в состав Белякинского сельсовета.

## История
Деревня Бедоба была основана в 1737 году. По данным 1926 года в деревне имелось 121 хозяйство и проживало 674 человека (в основном — русские). Функционировала школа. В административном отношении деревня являлась центром сельсовета Богучанского района Канского округа Сибирского края.

## География
Деревня находится в северо-восточной части края, на левом берегу реки Иркинеева, на расстоянии приблизительно 46 километров (по прямой) к северо-северо-западу (NNW) от села Богучаны, административного центра района. Абсолютная высота — 158 метров над уровнем моря.

## Население
| 2010 |
| ---- |
| 30   |

Гендерный состав
По данным Всероссийской переписи населения 2010 года в гендерной структуре населения мужчины составляли 53,3 %, женщины — соответственно 46,7 %.
Национальный состав
Согласно результатам переписи 2002 года, в национальной структуре населения русские составляли 96 % из 74 чел.

## Инфраструктура
В деревне функционирует сельский клуб.

## Улицы
Уличная сеть деревни состоит из пяти улиц.